# Experimentele naziste asupra ființelor umane
Experimentele naziste asupra ființelor umane au fost o serie de experimente medicale pe un număr mare de prizonieri, inclusiv copii, de către Germania nazistă în lagărele sale de concentrare de la începutul anilor '40 până la mijlocul anilor '40, în timpul celui de-al doilea război mondial și al Holocaustului. Printre populațiile țintă vizate s-au numărat romi, sinti, polonezi, prizonieri sovietici, germani cu handicap și evrei din întreaga Europă.
Medicii naziști și asistenții lor au forțat prizonierii să participe; ei nu s-au oferit voluntar și nu și-au dat consimțământul pentru proceduri. În mod obișnuit, experiențele legate de deces, traume, deformări sau dizabilități permanente și, ca atare, sunt considerate exemple de tortură medicală.
La Auschwitz și în alte tabere, sub conducerea lui Eduard Wirths, deținuții selectați au fost supuși unor experimente periculoase care erau destinate să ajute personalul militar german în situații de luptă, să dezvolte noi arme, să ajute la recuperarea personalului militar rănit și pentru a avansa ideologia rasială nazistă. Aribert Heim a efectuat experimente medicale similare la Mauthausen.
După război, aceste crime au fost judecate la ceea ce a devenit cunoscut sub numele de „Procesul medicilor”, iar repulsia față de abuzurile comise a condus la elaborarea Codului de etică medicală de la Nuremberg. Medicii naziști din procesul medicilor au susținut că necesitatea militară și-a justificat experimentele de tortură prin echivalarea cu traumele provocate de victimele cu daune colaterale ale bombardamentelor aliate. Dar această apărare, care în orice caz a fost respinsă de Tribunal, nu se poate aplica experimentelor duble ale lui Josef Mengele, care au fost efectuate asupra copiilor și nu au avut nicio legătură cu necesitatea militară.

## Legături externe
- The Infamous Medical Experiments from Holocaust Survivors and Remembrance Project: "Forget You Not"
- United States Holocaust Memorial Museum – Online Exhibition: Doctors Trial
- United States Holocaust Memorial Museum – Online Exhibition: Deadly Medicine: Creating the Master Race
- United States Holocaust Memorial Museum – Library Bibliography: Medical Experiments
- Jewish Virtual Library: Medical Experiments Table of Contents